# ジョナサン・スタインバーグ
ジョナサン・スタインバーグ（Jonathan Steinberg、1934年3月8日 - 2021年3月4日）は、アメリカ合衆国の歴史学者。ペンシルバニア大学歴史学部教授。専門はヨーロッパ、ドイツ近代史。
ニューヨーク生まれ。ハーバード大学卒業後、ケンブリッジ大学で博士号取得。ケンブリッジ大学トリニティ・ホール教授を経て、2000年1月から現職。

## 著書
- Why Switzerland?, Cambridge University Press, 1976.
- All or nothing: the Axis and the Holocaust, 1941-1943, Routledge, 1990.
- Yesterday's deterrent: Tirpitz and the birth of the German battle fleet, Gregg Revivals, 1992.
- Bismarck: a life, Oxford University Press, 2011.
  - 『ビスマルク』上・下（小原淳訳、白水社、2013年）